# Lungotevere di San Paolo
Il lungotevere di San Paolo (nome ufficiale: lungotevere di S. Paolo) è il tratto di lungotevere che collega via Ostiense a piazza Tommaso Edison, a Roma, nel quartiere Ostiense.
Il lungotevere prende nome dalla vicina basilica di San Paolo fuori le Mura, una delle quattro basiliche papali; è stato istituito con delibera del consiglio comunale del 25 febbraio 1948.